# Thomas Maguire
Pour les articles homonymes, voir Maguire.
Thomas Maguire (9 mai 1776 - 17 juillet 1854) était un vicaire général, un prêtre catholique, un éducateur, un lexicographe et un écrivain canadien. Il est né à Philadelphie et mort à Québec.
Auteur et polémiste, Thomas Maguire encouragea vivement l'éducation eccléasiastique et devint le premier linguiste de l'histoire de son pays. Il est ordonné prêtre en 1799 après avoir étudié au séminaire de Québec. Il est d'abord vicaire à Berthier-sur-Mer (1805-1806), puis à Saint-Michel (1806-1827). De 1827 à 1831, il occupe le poste de directeur du collège de Saint-Hyacinthe. Enfin, de 1832 à 1854, Thomas Maguire est aumônier du couvent des Ursulines, à Québec. Depuis 1835, il était aussi vicaire général de l'évêque de Québec. Très studieux, il collabora avec monseigneur Jean-Jacques Lartigue pour apporter des réformes durables à l'Église catholique du Bas-Canada. 